# Sparkassen Münsterland Giro
Sparkassen Münsterland Giro er et tysk endagscykelløb. Det er på stort set kun på fladt terræn, hvilket kendetegner en massespurt. Det blev første gang afholdt i 2006, hvor Paul Martens fra Skil-Shimano vandt. I 2007 var det Jos van Emden der krydsede målstregen først. I 2008 var der store Pro Tour hold med som Team CSC-Saxo Bank og Team Columbia. Løbet blev som forventet afgjort mellem de store hold, da André Greipel (Team Columbia) vandt spurten foran Erik Zabel (Team Milram) og Robert Förster (Team Gerolsteiner).

## Vinderne
| År   | Vinder              | Toer                | Treer             |
| ---- | ------------------- | ------------------- | ----------------- |
| 2006 | Paul Martens        | Sjef De Wilde       | Marcel Sieberg    |
| 2007 | Jos van Emden       | Gerald Ciolek       | Stefan van Dijk   |
| 2008 | André Greipel       | Erik Zabel          | Robert Förster    |
| 2009 | Aleksejs Saramotins | Wouter Mol          | Thierry Hupond    |
| 2010 | Joost van Leijen    | Dirk Müller         | Robert Wagner     |
| 2011 | Marcel Kittel       | John Degenkolb      | Kris Boeckmans    |
| 2012 | Marcel Kittel       | Michael Van Staeyen | Dylan Groenewegen |
| 2013 | Jos van Emden       | Tom Veelers         | Iljo Keisse       |
| 2014 | André Greipel       | John Degenkolb      | Tom Van Asbroeck  |
| 2015 | Tom Boonen          | Roy Jans            | Nikias Arndt      |
| 2016 | John Degenkolb      | Roy Jans            | Pascal Ackermann  |
| 2017 | Sam Bennett         | Phil Bauhaus        | André Greipel     |
| 2018 | Max Walscheid       | John Degenkolb      | Nils Politt       |
| 2019 | Álvaro Hodeg        | Pascal Ackermann    | Tim Merlier       |
| 2021 | Mark Cavendish      | Alexis Renard       | Morten Hulgaard   |
| 2022 | Olav Kooij          | Jasper Philipsen    | Max Walscheid     |
| 2023 | Per Strand Hagenes  | Kaden Groves        | Mads Pedersen     |
| 2024 | Jasper Philipsen    | Jordi Meeus         | Milan Fretin      |